# 494 (szám)
A 494 (római számmal: CDXCIV) egy természetes szám, szfenikus szám, a 2, a 13 és a 19 szorzata.

## A szám a matematikában
A tízes számrendszerbeli 494-es a kettes számrendszerben 111101110, a nyolcas számrendszerben 756, a tizenhatos számrendszerben 1EE alakban írható fel.
A 494 páros szám, összetett szám, azon belül szfenikus szám, kanonikus alakban a 21 · 131 · 191 szorzattal, normálalakban a 4,94 · 102 szorzattal írható fel. Nyolc osztója van a természetes számok halmazán, ezek növekvő sorrendben: 1, 2, 13, 19, 26, 38, 247 és 494.
A 494 négyzete 244 036, köbe 120 553 784, négyzetgyöke 22,22611, köbgyöke 7,90513, reciproka 0,0020243. A 494 egység sugarú kör kerülete 3103,89354 egység, területe 766 661,70481 területegység; a 494 egység sugarú gömb térfogata 504 974 509,6 térfogategység.